# Holden NSW Open 1991
Das Holden NSW Open 1991 waren ein Tennisturnier der WTA Tour 1991 für Damen sowie ein Tennisturnier der ATP Tour 1991 für Herren, welche zeitgleich vom 5. bis zum 13. Januar 1991 in Sydney stattfanden.